# Наташа Лестър
Наташа Лестър (на английски: Natasha Lester) е австралийска писателка на произведения в жанра драма и исторически любовен роман.

## Биография и творчество
Наташа Лестър е родена през 1973 г. в Пърт, Австралия, в семейство на счетоводител и домакиня. Има двама братя. От малка е запалена читателка и мечтае сама да пише истории. След завършване на католическата гимназия все още няма курсове за творческо писане, затова трябва да учи друга специалност. Следва маркетинг и връзки с обществеността и получава бакалавърска степен.
След дипломирането си работи като маркетинг мениджър за компаниите „Л'Ореал“ и Maybelline в Австралия. След известно време напуска работата си и следва творческо писане в университета. Първата ѝ публикувана творба е стихотворение, което мотивира да продължи. В продължение на пет години, докато ражда и отглежда трите си деца, пише първия си ръкопис и получава множество отхвърляния от издателствата.
Първият ѝ роман „Какво е останало, След“ (What is Left over, After) е издаден през 2010 г. и е многопластова история за брака и децата в него. Романът печели австралийската награда T.A.G. Hungerford за художествена литература за непубликувания си ръкопис през 2008 г.
От 2016 г. започва да пише исторически любовни романи. Романът ѝ „Целувка от г-н Фицджералд“ (A Kiss from Mr. Fitzgerald) става бестселър в списъка на „Ню Йорк Таймс“ и я прави известна. В романите си съчетава страстта си към историята, изследванията, пътешествията, модата и писането на истории за успели жени. Преподава и лекции по творческо писане.
Наташа Лестър живее със семейството си в Пърт.

## Произведения

### Самостоятелни романи
- What Is Left Over, After (2010)[1][2]
- A Kiss from Mr. Fitzgerald (2016)
- Her Mother's Secret (2017)
- The Paris Seamstress (2018)
- The Paris Orphan (2019) – издаден и като The French Photographer
Френският фотограф, изд.: „Сиела“, София (2021), прев. Марианна Панова
- The Paris Secret (2020)
Тайната на Диор, изд.: „Сиела“, София (2020), прев. Марианна Панова
- The Riviera House (2021)
Къщата на Ривиерата, изд.: „Сиела“, София (2022), прев. Марианна Панова
- The Three Lives of Alix St Pierre (2022)
Трите живота на Аликс Сен Пиер, изд.: „Сиела“, София (2024), прев. Марианна Панова

### Новели
- A Beautiful Dare (2016)[1]